# Макромолекулярный докинг
Макромолекулярный докинг — это метод молекулярного моделирования четвертичной структуры комплексов, образованных двумя или более взаимодействующими биологическими макромолекулами. Чаще всего исследуются белок-белковые комплексы, реже — белок-нуклеиновые.
Конечной целью докинга является предсказание трёхмерной структуры изучаемого макромолекулярного комплекса в естественной среде. Результатом докинга является набор моделей комплекса (структур). Они могут быть ранжированы различными методами, такими как оценочная (скоровая, скоринг, скор-) функция для отбора наиболее правдоподобных (с большей долей вероятности встречающихся в организме).
Термин «докинг» или «стыковка» появился в конце 1970-х в значении моделирования стыковки двух молекул, при котором ориентация последних не менялась (менялось только положение). С увеличением компьютерных мощностей стало возможно разрешить изменение ориентации партнёров, такой вариант докинга называется «rigid docking» или докинг жёстких тел («rigid body»). Следующим шагом стал переход к «гибкому докингу» («flexible docking»), при котором изменяется внутренняя геометрия (конформация) партнёров.

## Введение
Биологические роли большинства белков, описываемые тем, с какими молекулами они могут взаимодействовать известны в лучшем случае по меньшей мере неполностью. Даже белки, участвующие в хорошо изученных биологических процессах (напр. ЦТК) могут иметь неожиданных интерактантов или новые биологические функции.
В случае белок-белковых взаимодействий возникают дополнительные вопросы. Считается, что генетические заболевания (напр. муковисцидоз) вызываются неправильно свернутыми (мутированными) белками и возникает желание понять какие аномальные белок-белковые взаимодействия могут быть вызваны той или иной мутацией. Если в будущем появится возможность дизайна белков для проведения биологических функций, важно будет определить круг их возможных взаимодействий.
Для некоторого набора белков может решаться следующий спектр задач:
- Связываются ли белки in vivo?

Если связываются,
- Какую конформацию имеет белок в связанном состоянии?
- Насколько сильным можно считать их взаимодействие?

Если не связываются,
- Можно ли получить связывание путём внедрение мутаций в белки?

Для решения этих проблем может применяться белок-белковый докинг.
Более того докинг может помочь в исследовании белков с неизвестной функцией (относительно мало изученная сфера). Если нет модели пространственной структуры, её можно моделировать (см. предсказание структуры белка).
Белок-нуклеиновые взаимодействия играют важную роль в живой клетке. Транскрипционные факторы регулируют экспрессию генов, а полимеразы, которые осуществляют репликацию суть белковые комплексы, а генетический материал, с которым они связываются состоят из нуклеиновых кислот. Моделирование белок-нуклеиновых взаимодействий имеет некоторые сложности, описанные далее.

## История
В 1970-х годах сложное моделирование заключалось в ручной идентификации элементов на поверхностях интерактантов (партнёров) и интерпретации последствий для связывания, функции и активности; любые компьютерные программы обычно использовались в конце процесса моделирования чтобы различать относительно немногочисленные конфигурации, которые остались после того, как были наложены все эвристические ограничения. Впервые компьютеры были использованы в исследовании взаимодействия гемоглобина в серповидно-клеточных волокнах. Затем в 1978 году появилась работа с комплексом трипсин-Апротинин. Компьютеры использовались для отличия «плохих» и «хороших» моделей, посредством оценочной функции. «Вознаграждалась» большая площадь интерфейса (поверхность связывания), а за перекрывающиеся участки накладывались штрафы. Компьютер использовал упрощённое представление взаимодействующих белков: каждый остаток представлялся в виде одного центра связывания. Электростатические взаимодействия, такие как водородные связи, анализировались вручную.
К началу 1990-х годов было определено больше структур комплексов, тогда как доступные вычислительные мощности значительно возросли. С появлением биоинформатики основное внимание уделялось разработке методов, применимых к произвольным интерактантам при приемлемых вычислительных затратах и в отсутствие дополнительных филогенетических или экспериментальных данных.
В 1992 году был опубликован метод, в котором использовалось быстрое преобразование Фурье. В этом методе имело место «грубое» представление партнёров докинга: в виде трёхмерных матриц, числа в которых соответствовали положениям атомов. Быстрое преобразование Фурье помогало находить расположение этих матриц, соответствующее контакту партнёров гораздо быстрее других методов докинга. В 1997 в этот метод стал учитывать электростатические взаимодействия.
В 1996 году были опубликованы результаты первого исследования, в котором шесть исследовательских групп пытались предсказать структуру комплекса бета-лактамазы TEM-1 с белком-ингибитором бета-лактамазы (BLIP). В исследовании была отмечена необходимость учёта конформационных изменений и трудности различения конформеров.

## Методы
Основной механизм докинга схож с молекулярным докингом. Также применяются методы типа Монте-Карло, в которых в ходе итеративных изменений набора параметров уточняется исходная конфигурация. На каждом шаге конфигурация принимается или отвергается, исходя из значения оценочной функции.

### Переход вобратное пространство
Каждый из белков может быть представлен в виде простой кубической решётки. Для моделей комплекса, переводимых друг в друга путём изменения положения белка может быть практически мгновенно вычислена некая оценочная функция применением теоремы свёртки. Можно построить осмысленные, хотя и приблизительные, «сверточные» скоринговые функции, учитывающие как стереохимические, так и электростатические взаимодействия.
Методы обратного пространства широко использовались благодаря их способности оценивать огромное количество структур. Они теряют преимущество в скорости, если имеют место торсионные изменения. Другой недостаток заключается в том, что невозможно эффективно использовать накопленные знания. Остается также вопрос, не являются ли этот метод достаточно точным для надёжного выявления структуры лучшего комплекса.

### Оценочные функции (скоринг-функции)
Для поиска скора (некоторого показателя), позволяющего отличить лучшие модели была разработана специальная тестовая выборка (Benchmark, см. Ниже) белок-белковых структур. Скоры оцениваются по рангу, который они присваивают наилучшей структуре (в идеале ранжирование по скору должно вывести «экспериментально» лучшую структуру на первое место), и по их покрытию (доля контрольных случаев, для которых они достигают приемлемого результата).
Скоры разделяют на несколько категорий, включающих:
- Эвристические скор-функции, основанные на экспериментальных данных о контактах аминокислотных остатков.
- Комплиментарность формы молекулярных поверхностей[англ.] взаимодействующих партнёров.
- Свободные энергии, оцененные с использованием параметров из молекулярно механических[англ.] силовых полей[англ.], таких как CHARMM[англ.] или AMBER[англ.].
- Филогенетические подтверждение взаимодействующих областей.
- Коэффициенты кластеризации.

Обычно гибридные оценки (собственно скор-функции) создаются путём объединения одной или нескольких вышеупомянутых категорий (далее «термы» скор-функции) в взвешенную сумму, веса которой оптимизируются используя тестовые выборки (т. н. Бенчмарки). Чтобы избежать статистических искажений (biases) тестовые модели, используемые для оптимизации весов, не должны пересекаться с тестовыми моделями, используемыми для финальной проверки гибридной оценки.
В задаче белок-белкового докинга важно найти скоровую функцию, достоверно отражающую информацию об аффинности партнеров. Такая функция значительно ускорила бы развитие in silico белковой инженерии, разработку лекарств а также высокопроизводительную аннотацию интерактома (то есть какие белки связываются, а какие нет).
Для оценки аффинности связывания / свободной энергии было предложено много оценочных функций. Однако корреляция между экспериментально установленным сродством связывания и предсказаниями девяти популярных скор-функций оказалась почти ортогональной (R  2  ~ 0). Было также замечено, что некоторые термы лучше коррелируют с экспериментальными энергиями связи, чем полная оценка, что позволяет предположить, что можно найти и улучшить скор-функцию, пересмотрев веса её компонентов (термов).
Среди экспериментальных методов определения аффинности связывания выделяют поверхностный плазмонный резонанс (SPR), передачу энергии резонанса Фёрстера, методы с применением радиолигандов, калориметрия изотермического титрования (ITC), микроскопический термофорез (MST) или спектроскопические измерения и другие методы флуоресценции. Информация из научных статей также может служить хорошим источником для улучшения скоринга.

### Тестовые выборки (Бенчмарки)
Для тестирования методов докинга была сделана тестовая выборка (Бенчмарк) из 84 структур белок-белковых комплексов. Структуры в тестовой выборке специально подобраны так, что охватывают широкий спектр типов взаимодействий, и максимально разнородны (содержат как можно меньше повторяющихся особенностей, таких как профили семейств партнёров в базе данных SCOP). Тестовые элементы подразделяются на три уровня сложности (самый сложный содержит наибольшее изменение конформации остова). Примерами тестовых моделей для белок-белкового докинга могут служить структуры фермент-ингибитор, антиген-антитело и гомомультимерные комплексы.
Новейшая версия бенчмарка для белок-белкового докинга состоит из 230 комплексов, а для ДНК-белкового — из 47. Новейшая тестовая выборка на РНК-белковый докинг включает 126 элементов. Существуют объединенные тестовые выборки, насчитывающие 209 комплексов.
Тестовая выборка для оценки аффинности была основана на тестовой выбоке для белок-белкового докинга. В неё были включены 81 белок-белковых комплекса с экспериментально измеренной аффинностью. Эти комплексы охватывают 11 порядков по значению аффинности.
Эта выборка была в дальнейшем подвергнута экспертной оценке и значительно расширена. Новая тестовая выборка включает белки с различными биологическими функциями. В её состав входят G-белки и внеклеточные домены рецепторов, а также комплексы антиген / антитело, фермент / ингибитор и фермент / субстрат. Она также разнообразна с точки зрения аффинности партнёров друг к другу, с K  d  в диапазоне от 10  −5  до 10  −14  M. Девять элементов представляют собой близкородственные комплексы, которые имеют сходную структуру, но очень различную аффинность. Поскольку известны структуры компонентов комплекса по отдельности, можно оценить изменения конформации партнёров при его образовании. В большинстве комплексов они весьма значительны. Данная тестовая выборка может применяться и для биофизических моделей, направленных на установление связи аффинности со структурой в белок-белковых взаимодействиях, учитывая данные о реагентах и их конформационных изменениях, а не только о продукте (комплексе).

### CAPRI
CAPRI (англ. Critical Assessment of PRediction of Interactions, критическая оценка предсказания взаимодействий) — это регулярно проводимые мероприятия, в ходе которых исследователям по всему миру предлагается получить структуру белок-белкового комплекса если даны только структуры реагентов методом докинга. Мероприятия (раунды) проходят примерно каждые 6 месяцев. Во время каждого тура участником даются структуры реагентов комплекса, структура которого была недавно определена экспериментально. Координаты комплекса хранятся в тайне. Оценка CAPRI является двойным слепым методом, так как участники не знают структуры комплекса, а организаторы не знают кто из участников предложил конкретную модель комплекса.
В настоящее время CAPRI обретает популярность (37 групп приняли участие во всем мире в седьмом раунде). Несмотря на то, что результаты CAPRI имеют небольшое статистическое значение из-за небольшого количества целей в каждом раунде, роль CAPRI является весьма значительной. Оценка CASP является аналогичным упражнением в области предсказания структуры белка.